# ソビエト連邦の食事情
この項目では、1917年のロシア革命から1991年のソビエト連邦の崩壊にかけてのソビエト連邦の食事情について記述する。
ソビエト連邦時代のロシアでは、ロシア料理の伝統は壊滅的な状態に陥ったと言われている。
批評家アレクサンドル・ゲニスは、ロシア語で「美しい」「素晴らしい」といった意味を持ち、共産主義のシンボルでもある赤色に掛けた「赤いパン」の題名でソビエト連邦の食文化を論じた。

## 歴史

### ソビエト社会主義共和国連邦の樹立

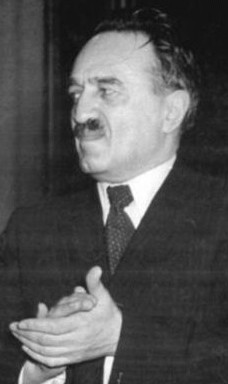
アナスタス・ミコヤン

社会主義体制内ではかつてのロシア帝国の上流階級は壊滅し、彼らのお抱えの料理人や、社交場であった高級レストランも失われる。西欧の影響が強い貴族の料理と、ロシア土着の素朴な民衆の料理が一本化されて階級的な差異が埋まっていった。
ソビエト連邦の指導者たちは女性の家事労働からの解放を掲げ、家事労働を少なくする試みを打ち出した。炊事の時間の削減の一環として、家庭外で食事を摂るための大規模な共同食堂が多く建設された。モスクワで設立された協同組合「人民の栄養」は、一度に3,000人分のシチーを調理できる「台所工場」という大規模な調理場を多く建設し、ここで作られた料理が労働者のための食堂に送られた。共同食堂の支持者は、経済面、栄養面、衛生面において家庭の料理よりも優れていると主張し、公共の食堂を家庭の食卓に取って代わる地位に置こうとした。1920年代から1930年代までは労働者のための公共食堂では安価で質の高い料理と良質なサービスが提供されていたが、公共の食堂が増えるにつれて食堂で提供される料理の質と種類は落ちていき、キャベツのシチーやソバのカーシャといった初歩的な料理のみが出されるようになった。
1930年代の半ばからスターリンの政府は、食事に困窮することのない「豊かで楽しい」国民の生活を前面に押し出した。映画、絵画、ポスターは集団農場での豊作を題材にとり、マスメディアは商店の豊富な品ぞろえを喧伝した。1930年代にソ連の食料工業省大臣を務めたアナスタス・ミコヤンは、欧米から技術を導入してアイスクリーム、フランクフルト・ソーセージなどの生産を推進した。ミコヤンが導入した製法によってアイスクリームの大量生産が可能になり、アイスクリームはモスクワの名物となった。多くの料理を誕生させたミコヤンは、「ソビエト料理の父」と言われている。
しかし、ソ連の食の実情は政府の宣伝とは大きく異なっていた。

### 物資の不足

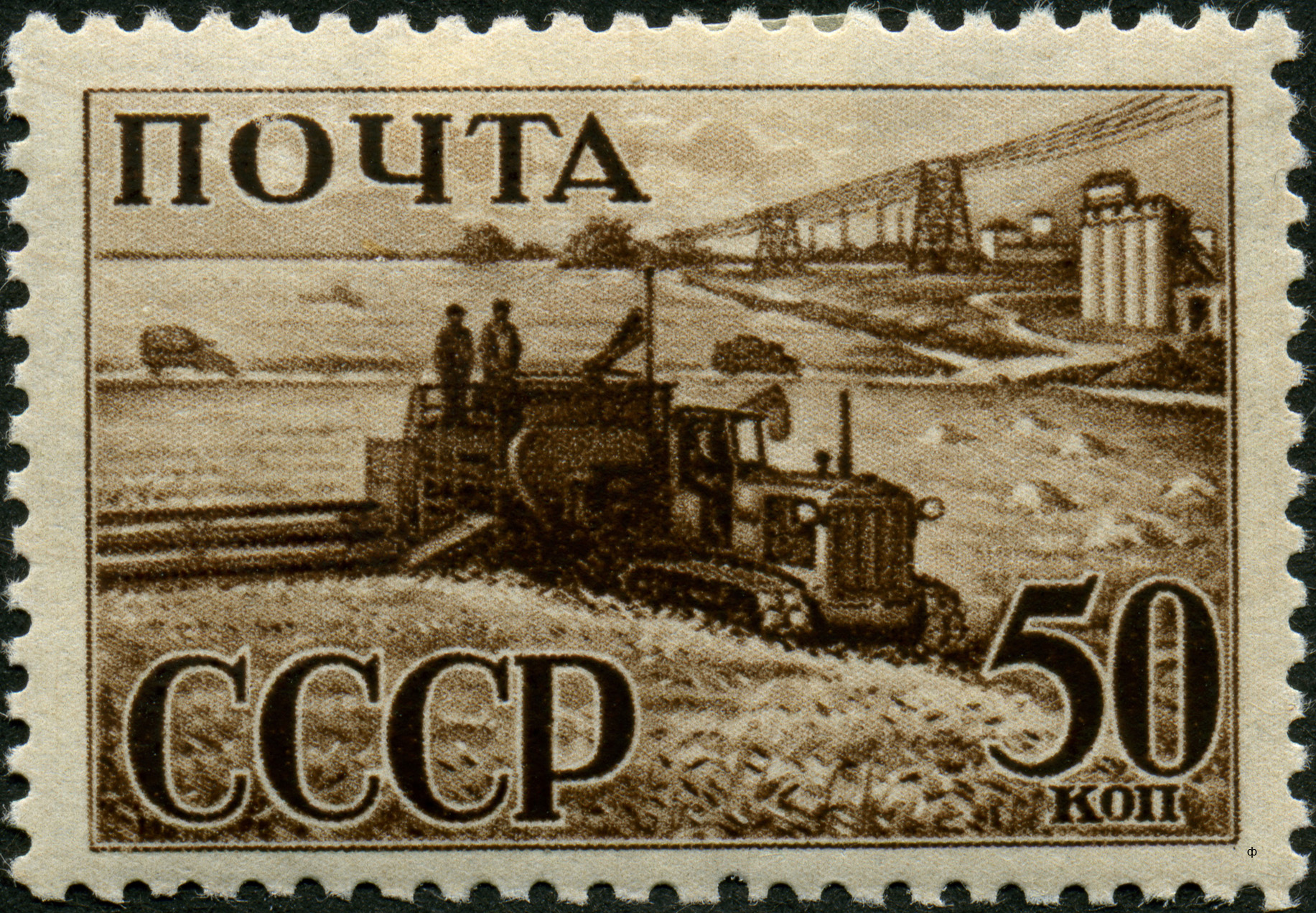
1941年に発行された50カペイカ切手

農業の集団化による農村の荒廃と、農業の集団化とともに実施された穀物の徴発は1932年から1933年にかけてロシア、ウクライナ、中央アジア、コーカサスを襲った大飢饉を引き起こし、さらに第二次世界大戦による国土の荒廃が生産に打撃を与えた。農村の荒廃は生産力を低下させただけではなく、農村で食べられていた伝統的な料理を破壊した。ロシアの穀物不足を補うために中央アジアなどから穀物が輸送されたが、そのためにウズベキスタンなどの地域で食料が欠乏する。
第二次世界大戦前にソ連が通商協定を結んでいたドイツと敵対するに及んでソ連の食料の不足は第一次世界大戦の時代よりも悪化する。都市部の住民は自家菜園の作物や、配給品のパンとコルホーズで収穫された作物の物々交換によって不足する食料を補った。コルホーズの収穫品は生産者である農民の元には届かず、農民たちは付属地で栽培したジャガイモによって飢えをしのいだ。
食品の生産と流通の過程では中間搾取と横流しが横行し、消費者の元に届いたときには低質な食材しか残されていなかった。時には、砂糖や小麦粉といった基本的な食材が店頭から消える事態も起きた。物資の不足により、レストランではメニューに載せられている多くの料理の中で実際に提供できる料理はその中の幾つかだけ、という状況が継続した。
品不足のために市民は商店で物を買うたびに行列に並ばなければならず、また購入できる商品の選択の幅は極めて狭かった。食品の価格は政府によって低く抑えられていたが、ロシア人は収入の大部分を食費に充てていた。また、食品には地域ごとに価格差が設定されていた。
市民はめぼしいものがあればすぐ買えるように、アヴォーシカ（「もしかしたら」の意）という網袋を持ち歩いていた。都市部に住むロシア人は、郊外のダーチャ（家屋付きの家庭菜園）で食糧の不足を補っていた。それでもモスクワやレニングラードといった大都市は物資に恵まれていた方であり、地方の都市は中央以上に物不足に苦しんでいた。

### スターリン死後
1953年秋、中央と地方の政府、新聞社に食糧の欠乏を訴える市民の声が多く届く。1954年にフルシチョフは処女地（カザフスタンや西シベリアなどの未開墾地、耕作放棄地）の開拓事業を提案し、処女地からの穀物の収穫が試みられる。1955年から数年の間は処女地の収穫物によって穀物の不足は一時的に解消されたが、処女地が不作に陥ると穀物は再び欠乏する。
1965年になると肉、魚類、卵、野菜、果物、日常食、砂糖の消費量は、ロシア革命前と比べて大幅に増加する。スターリン死後に食肉の消費量が増加した半面供給が追い付かず、週1日の「肉無しデー」が制定された。家畜の餌となる穀物を補うために農業の機械化を推進したが、アメリカ・西欧と比べて技術や労働力の質で劣り、生産性は低かった。飼料用の穀物の多くは、アメリカ・カナダなどから輸入されていた。
ブレジネフ政権を通して食糧不足は悪化し、競争原理が部分的に取り入れられたペレストロイカ時代に食糧の欠乏は顕著になった。裏ルートを通した買いだめにより、店頭から物資が消え去った。
軍人には月1回食料が提供されていた。
1991年末のソ連崩壊後にロシアの社会・経済が混乱する中で食生活はいち早く改善され、物資の不足は解消された。レストランなどの料理店の質も改善され、レシピ集以外にヴィリヤム・ポフリョプキンなどが著した食文化を扱う本も読まれるようになった。しかし、1960年代から約30年間安定していた食品の小売価格は、2-3倍に上昇する。また、輸入食材がロシアに多く出回るようになったが、一方でミコヤノフスキー・ソーセージなどのソ連時代の国産品を再評価する動きも見られる。

## 魚介類
肉の供給不足が起きた後、政府は肉に代わるタンパク源として魚に着目した。
池では淡水魚の養殖が行われていたものの、ロシアで伝統的に食されていた淡水魚が店頭に並ぶことは少なかった。ロシア内に供給される魚介類の多くはウクライナの遠洋漁業によって賄われており、南極海での捕鯨も行われた。オキアミの利用は1963年ごろから調査が開始され、ペースト加工品を「オケアン（Океан、大洋）」のブランドで販売していた。
政府はロシア人にとって馴染みの薄い魚の調理法を普及させるとともに、加工品にして出荷するが中々受け入れられなかった。ニシン、キャビア、サケ、カニの缶詰は輸出され、ソ連内での流通量は少なかった。ロシア人が好むニシンの塩漬けも多くが輸出に回されていたため、ソ連内で入手する機会はやはり少なかった。魚介類とその加工品は、「オケアン」と呼ばれる魚介類専門店で販売されていた。「オケアン」はソ連崩壊後もロシア政府系のフランチャイズ店のブランド名として残っている。

## 飲料

### 茶類
ソ連は茶の消費量が多く、好まれる種類は地域ごとに異なっていた。おおむねロシアでは紅茶、中央アジアでは緑茶、カザフ・ブリヤート・トゥヴァ・アルタイではレンガ状に固めた緑茶（方茶）が飲まれていた。
ソ連政府はグルジアでの茶の生産を推進し、グルジア産の茶はソ連の内外に多く出荷された。しかし、グルジア人は茶の生産に抵抗を示し、連邦内で民族間の衝突が頻発した1980年代半ばになるとグルジア産の茶の生産量は半減する。ソ連崩壊後、ロシアが輸入する茶の中でグルジア産の茶が占める割合は大きく低下した。

### コーラ
1940年代後半よりザ コカ・コーラ カンパニーはコカ・コーラの販路をアメリカ外に拡大するが、ヨーロッパ各地の共産主義者はコカ・コーラに「反共的な飲み物」というレッテルを貼った。1965年にコカ・コーラ社はソ連での事業を計画し、ソ連内で私企業は認められていなかったため、ソ連政府と共同しての販路の展開を試みた。しかし、アメリカ内から事業のパートナーであるソ連の懐も潤うのではないかと批判が起こり、コカ・コーラ社はソ連進出を中止した。1980年のモスクワオリンピックの公式飲料にコカ・コーラが選ばれたことでソ連進出のチャンスが復活したかに思われたが、アメリカ合衆国がオリンピックのボイコットを表明したため、ソ連への進出は失敗する。
一方、ペプシコーラは反共的というレッテルが貼られていなかったため、ペプシコ社の共産圏への進出はコカ・コーラ社に比べて容易だった。1972年にペプシコ社はソ連における独占販売権を認められたが、支払い方法は他国とは異なっていた（後述）。
ソビエト連邦の崩壊後、共産圏の消費者は国内で流通していたペプシコーラを旧体制を象徴する飲料、コカ・コーラを「西側の自由な気風を象徴する飲料」と捉えた。コカ・コーラは旧ソ連圏内での市場占有率でペプシコーラを上回り、両者の立場は逆転する。

### 酒類

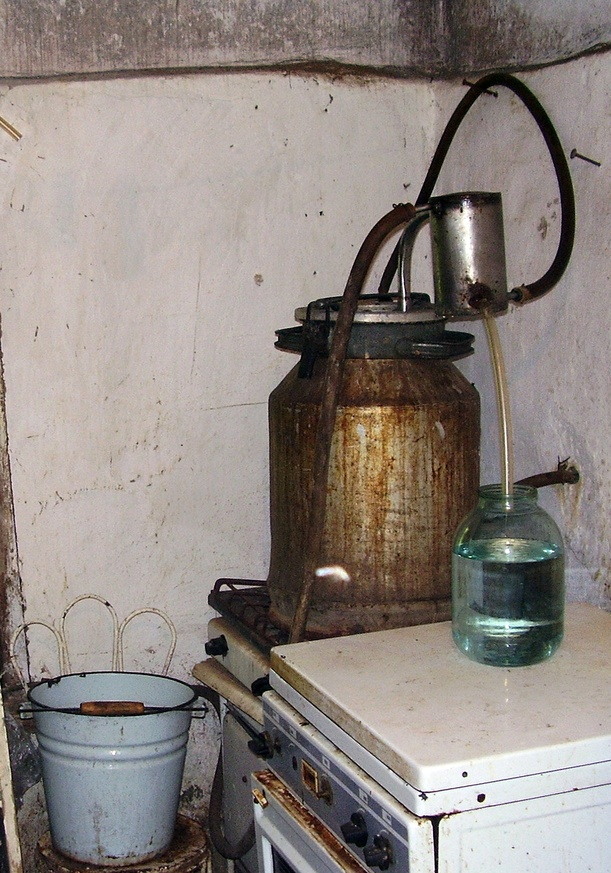
サマゴンの製造器具

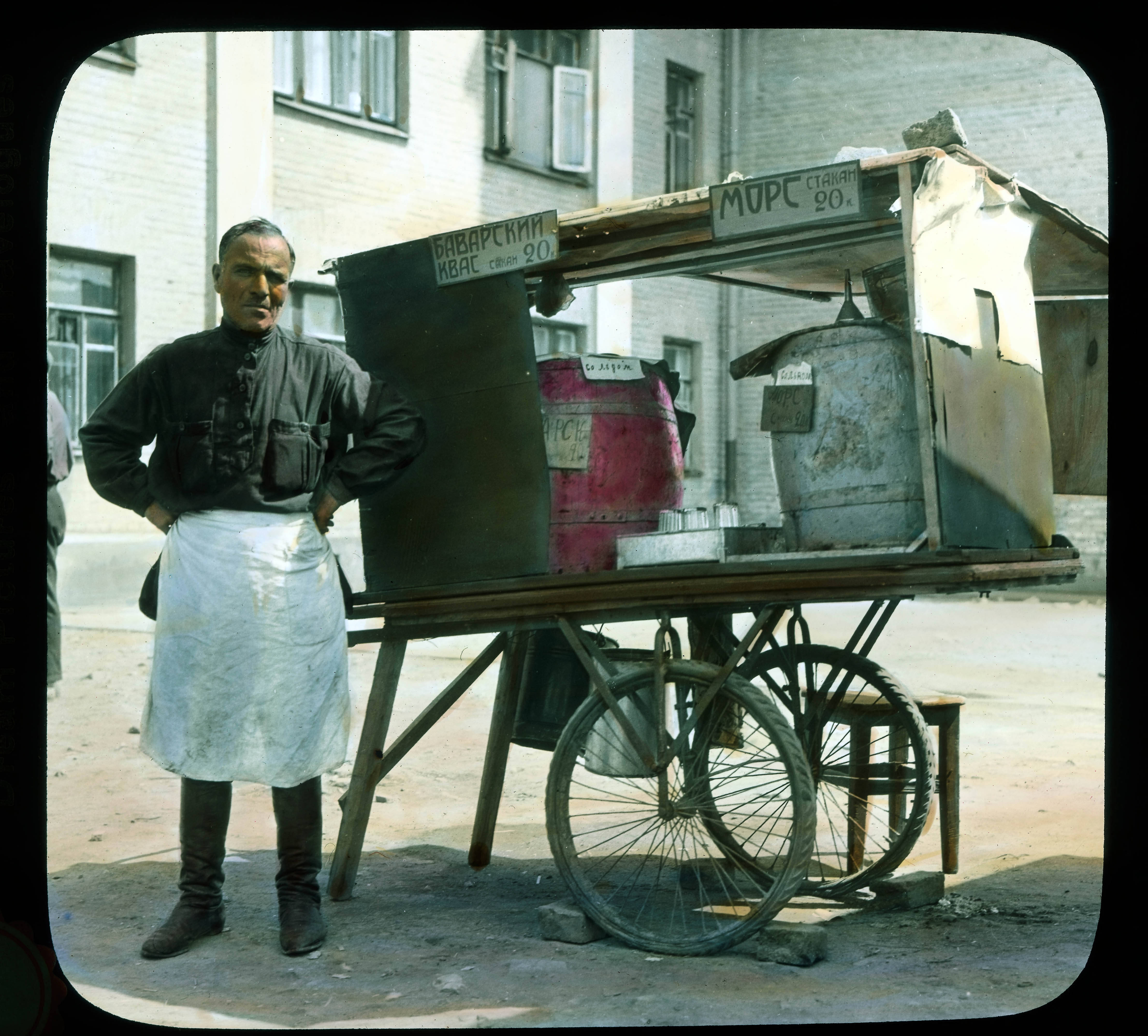
クワスの移動販売（1931年、モスクワ）

ロシア革命前からアルコール依存症がロシアの社会問題となっており、飲酒問題への対策はソビエト連邦政権にも引き継がれた。ロシア帝国末期から施行されていた禁酒法はソ連でも継続して実施されたものの、1924年にウォトカの製造が再開される。1920年代から1930年代にかけて減酒キャンペーンが行われたが成果は現れず、都市部ではクワス売りが商売を続けていた。
ブレジネフ時代の停滞期にはウォトカの消費量はより増加し、経済・治安・家庭・国民健康に及ぼす悪影響が顕著になる。1980年代にアンドロポフ、ゴルバチョフは酒類の統制を試みたため、民間には政府が製造する高価で質の悪い酒類が以前よりも少ない量で出回るという状況になった。庶民の間では配給された砂糖を使った密造酒（サマゴン）が製造され、砂糖不足と税収低下を招いた。1927年の調査では、当時の農民の42%がサマゴンを製造し、1950年代末から1960年代初頭にかけては原料となる酒精が不足したために樹木から採取したアルコールがサマゴンの原料に代用されたが、低質なサマゴンはしばしば事故を引き起こした。
禁酒法施行時代やゴルバチョフ時代には、ロシア人はアルコールが含まれているものならローションや中性洗剤でも飲んだと言われ、酒にまつわるアネクドートも多く存在する。
一連の取り組みが行われた一方で、リキュール類から得られる税収は政府の収入源になり、1920年代末期には政府は工業化に必要な資金を得るためにウォトカを増産した。
ストリチナヤを始めとしたウォトカは外貨獲得のため食料輸出輸入公団（S.P.I. Groupの前身）によって輸出されており、西側諸国ではカクテルベースとして利用されていた。なおアメリカでの販売権はペプシコがペプシの濃縮液との物々交換で獲得した。

## 食品小売店
ソ連時代のロシアでは、食品を扱う小売店の数は少なかった。食材を扱う店や、既成の食品を扱う食料品店（ガストロノム）や「オケアン」は国営であるため固有の名前は無く、看板には店が扱う商品の名前が書かれていた。店に並ぶ肉と野菜、乳製品の種類は限られ、質も低かった。しかし、中にはアイスクリームやサラミのように質の高さを評価される食品も製造されていた。
市場（ルィノク、Рынок）では農民が自営地で作った物品が売られており、商品の種類とサービスの質は国営の商店に勝っていたが、価格も2-3倍と相応に高かった。マフィアが取り仕切っていると言われる市場には農民が製造するのは難しい加工食品が並んでおり、主な売り手はコーカサス系や中央アジアの民族だった。
ソ連崩壊後は国営の商店、屋台、市場に代わって民営の大型スーパーや郊外型の小売店が台頭し、「オケアン」のような国営店の経営にも民間資本が参加した。

## 外食産業

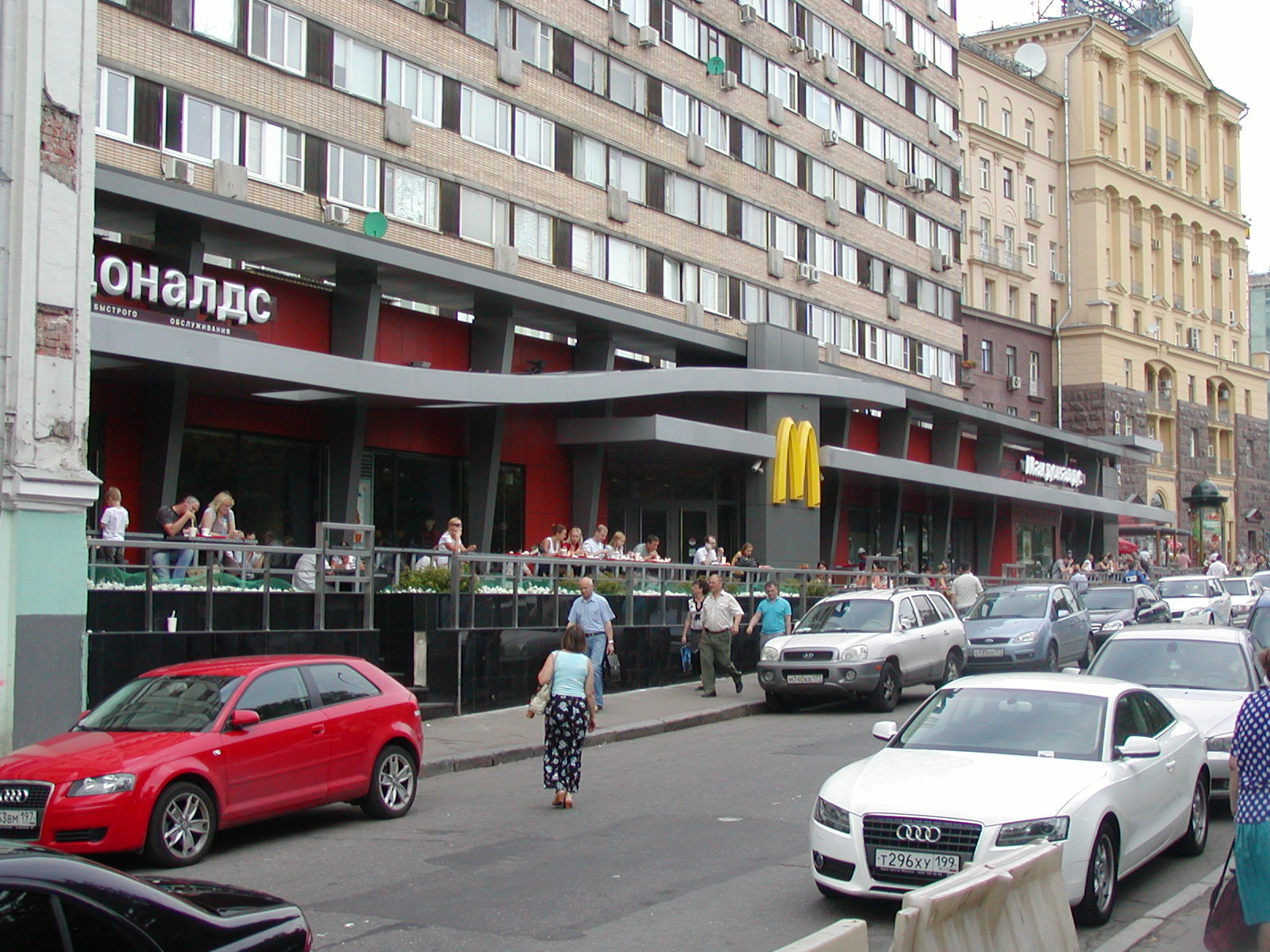
モスクワのマクドナルド1号店

ソ連時代の料理店は、高価な料理を供するレストランと、庶民向けの安価な料理を供するスタローヴァヤ（ストローヴァヤ、Столовая）の2種に大別される。冷菜（ザクースカ）のみを扱う大衆食堂（ザクーソチナヤ）も営業していたが、数は少なかった。

### レストラン
注文までに時間がかかり、メニューに載せられている料理のうち実際に注文できるものはごく限られていた。料理は最初のスープ、ジャガイモや穀類を添えた肉料理か魚料理、締めの紅茶（もしくはコンポート）の3つのコースで構成されていた。外国の人間以外に、ソ連内でレストランを利用できたのは党の幹部、科学者、芸術家などのエリートが主だった。

### スタローヴァヤ
セルフサービスの食堂であり、主に企業、工場、大学の中に併設されていた。スタローヴァヤでは、1ルーブル（1980年12月当時は約314円）あれば十分な量の食事が摂れたと言われている。しかし、サービスは不十分であり、店側が供給される食材をかすめとっていたため、料理の味も悪かった。ソ連崩壊後は「カフェ」「ビストロ」と名前を付けて営業しているものも存在する。

### その他
ソ連崩壊間近の1990年、モスクワの中心であるプーシキン広場にマクドナルドのロシア1号店が開店した。保守的な市民の中には、有害なアメリカの大衆文化がロシアに食い込んできたと考える者もいた。しかし、開店前に5,000人超が行列を作り、初日にはおよそ30,000人が来店した。

## ロシアの食文化の変化

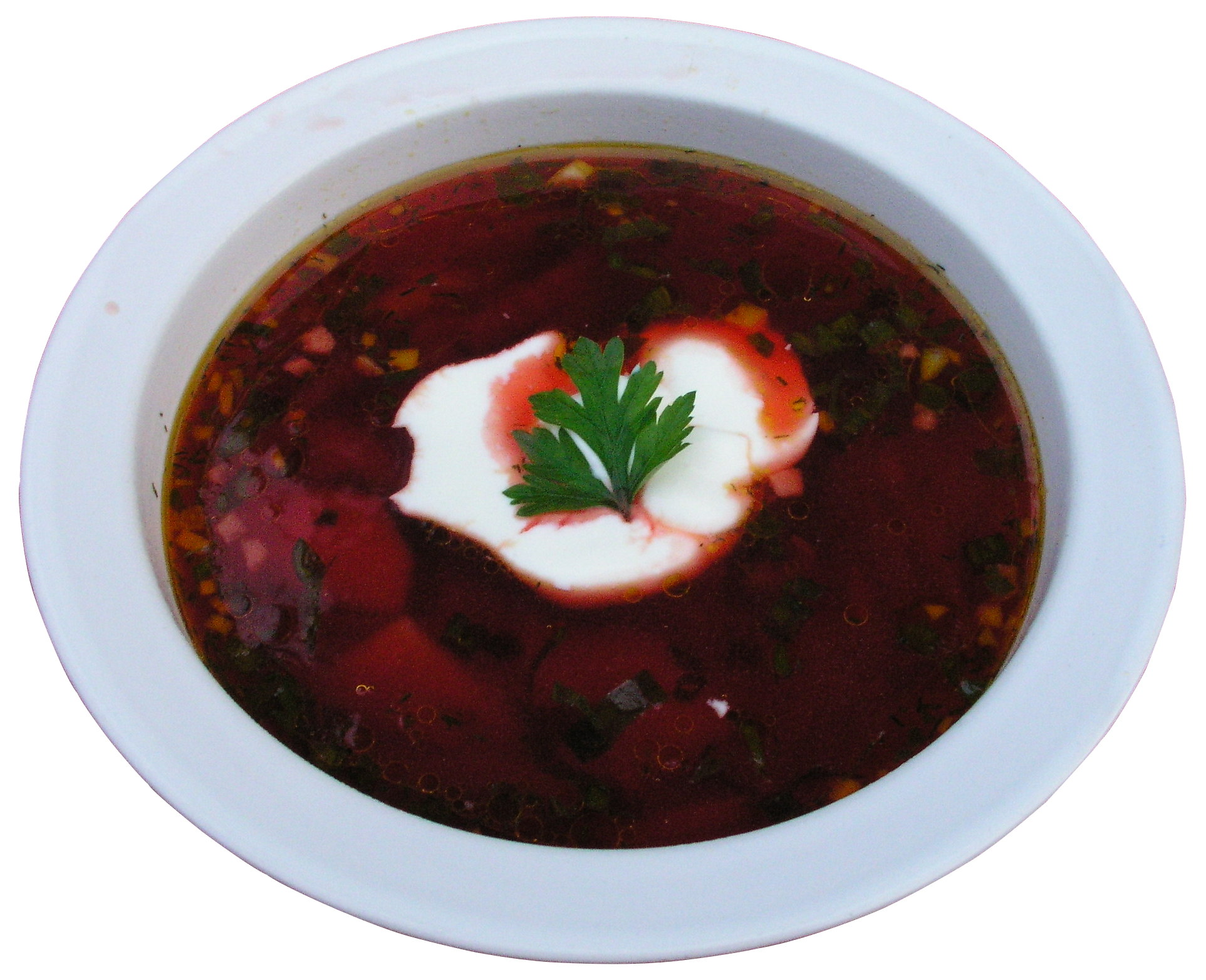
ウクライナからロシアに伝わったボルシチ

1910年代から1920年代にかけてのロシアでは、戦乱により大規模な人口移動が起きた。人口の移動に伴って、ウクライナやベラルーシ、シベリアといったロシアの周辺地域で食されていた料理がロシアに普及するようになる。この時期に広まった料理の代表として、ボルシチ、サーロが挙げられる。モスクワではコーカサスや中央アジアの郷土料理を出すレストランが営業していたが、1960年代のブレジネフ政権の「停滞期」以降、外食事情は悪化する。
だが、シャシリクなどのコーカサス料理やプロフなどの中央アジアの郷土料理がロシアに定着したのは、1970年代から1980年代にかけての時期だと言われている。ソ連時代を通して、コーカサスや中央アジアの料理がロシアの食文化に与えた影響はごく小さなものだった。
中央アジアにはロシアなどの他の地域や民族の食文化が伝わり、料理のレパートリーが増加した。ジャガイモやキャベツなどの野菜、乾麺・マカロニ・缶詰などの加工品が料理に使われるようになり、ソ連崩壊後も食材として使用されている。

## レシピ集
1939年にソ連医学アカデミー栄養研究所が監修した料理本『美味しく健康によい食べ物の本』が出版され、ソ連におけるほぼ唯一の食文化・料理の教科書となった。料理本の出版の目的には国民の食生活の管理・計画的発展があり、執筆には多くの医師・科学者・エンジニアが携わっていた。
料理の調理法と材料の説明に表は使われていないためレシピは読みにくく、掲載されている写真の画質も悪かった。本文ではレシピとともに栄養管理、理想的な調理と食事の摂取の環境について述べられていたが、物資の不足のために掲載されたレシピ通りに料理を作ることは一般の民衆にとって困難だった。
『美味しく健康によい食べ物の本』は何度も版を重ね、ソ連崩壊後のロシアでも改訂されて出版が続けられている。